# Beni Oulid
Ne doit pas être confondu avec Beni Ulid.
Bani Walid (ou Beni Oulid ; en arabe بني وليد) est un sous-clan d'origine berbère sanhadjienne situé vers Taounate sanhadja chems.